# Кареньон
Кареньон (на френски: Quaregnon) е селище в Югозападна Белгия, окръг Монс на провинция Ено. Населението му е около 18 700 души (2006).